# Assíria Nascimento
Assíria Seixas Lemos, mais conhecida como Assíria Nascimento (Londrina, 1 de fevereiro de 1960), é uma cantora de música cristã contemporânea brasileira.
Atualmente, além de cantora, é membro da Igreja Batista.

## Biografia
Nasceu no Paraná e residiu por 18 anos nos Estados Unidos da América, onde cursou teologia e psicologia. Lá, foi solista em coro de uma igreja protestante.
Em 2000 se lançou como cantora, gravando dois álbuns naquele ano. Em novembro de 2001 lançou pela MK Music o CD Ao mundo Deus amou.
Foi indicada ao o maior prêmio de música cristã internacional, o Dove Awards, em evento realizado em 5 de abril de 2006, em Nashville, no Tennessee, com o CD Brillas, na categoria "Álbum espanhol do ano" e que contou com a participação de Pelé.

## Vida Pessoal
Em 30 de abril de 1994, casou com Edson Arantes do Nascimento, o Pelé na Igreja Episcopal Anglicana do Brasil, no bairro do Espinheiro, na Zona Norte do Recife e adotou o sobrenome Nascimento. Ficaram juntos por quase 14 anos até se separarem em fevereiro de 2008.
Assíria tem três filhos: Gemina, do primeiro casamento, e os gêmeos Celeste e Joshua, que nasceram da união com Pelé.

## Discografia
- 2000 - Amor verdadeiro
- 2000 - Assíria
- 2002 - Ao mundo Deus amou
- 2003 - Novo tempo
- 2004 - Brillas